# 福井医療大学
福井医療大学（ふくいいりょうだいがく、英語: Fukui Health Sciences University）は、福井県福井市江上町55-13-1に本部を置く日本の私立大学。2017年創立、2017年大学設置。大学の略称は医療大。

## 概要
前身は、1971年に設立された福井高等看護学院まで遡り、1976年に福井医療技術専門学校、2006年に福井医療短期大学と改組し2017年に4年制大学として本学が開校した。

## 沿革
- 2015年10月 - 文部科学省へ設置認可申請書を提出。
- 2016年8月26日 - 大学設置・学校法人審議会が申請認可するよう松野博一文部科学相に答申。
- 2017年3月31日 - 大学新設認可。
- 2017年4月1日 - 福井医療大学が開設。
- 2021年3月 - 福井医療大学大学院（修士課程）を設置。
- 2023年4月 - 福井医療大学学生寮「I.Ryo」完成。
- 2024年4月 - 福井医療大学大学院（博士課程）を設置。
- 2024年4月 - 福井医療大学大学院（修士課程）を福井医療大学大学院（博士前期課程）に名称変更。

## 組織

### 学部
- 保健医療学部
  - リハビリテーション学科
    - 理学療法学専攻
    - アスレティックトレーナー併修コース
    - 作業療法学専攻
    - 言語聴覚学専攻

  - 看護学科

### 研究科[2]
- 保健医療学専攻博士前期課程
  - 神経系リハビリテーションコース
  - 運動器リハビリテーションコース
  - 健康生活支援コース
- 保健医療学専攻博士後期課程
  - 生活支援リハビリテーションコース

## 他大学との関係
福井県内大学間単位互換制度協定校
- 福井大学
- 福井県立大学
- 福井工業大学
- 仁愛大学
- 敦賀市立看護大学
- 仁愛女子短期大学
- 福井工業高等専門学校

## 交通アクセス
- 京福バス
  - 10・14系統（越前海岸ブルーライン）、11系統（大安寺線）、26系統（福井総合病院線）「福井医療大学」下車。
  - 15・19系統（越前海岸ブルーライン）、16系統（川西三国線）「仙町」下車、約300 m。
  - 80系統（鶉三国線）「福井総合病院」下車、約350 m。

うち、80系統を除く各路線は北陸新幹線・ハピラインふくい線・えちぜん鉄道勝山永平寺線 福井駅発着、16・80系統（休日全便運休）はえちぜん鉄道三国芦原線 三国駅発着。両駅からそれぞれ所要30分前後。